# Premi Oscar 1964
La 36ª edizione della cerimonia di premiazione dei Premi Oscar si è tenuta il 13 aprile 1964 a Santa Monica, al Santa Monica Civic Auditorium, presentata dall'attore Jack Lemmon.

## Vincitori e candidati
Vengono di seguito indicati in grassetto i vincitori. Ove ricorrente e disponibile, viene indicato il titolo in lingua italiana e quello in lingua originale tra parentesi.

### Miglior film
- Tom Jones, regia di Tony Richardson
- Il ribelle dell'Anatolia (America, America), regia di Elia Kazan
- Cleopatra, regia di Joseph L. Mankiewicz
- La conquista del West (How the West Was Won), regia di Henry Hathaway
- I gigli del campo (Lilies of the Field), regia di Ralph Nelson

### Miglior regia
- Tony Richardson - Tom Jones
- Elia Kazan - Il ribelle dell'Anatolia (America, America)
- Otto Preminger - Il cardinale (The Cardinal)
- Federico Fellini - 8½
- Martin Ritt - Hud il selvaggio (Hud)

### Miglior attore protagonista
- Sidney Poitier - I gigli del campo (Lilies of the Field)
- Albert Finney - Tom Jones
- Richard Harris - Io sono un campione (This Sporting Life)
- Rex Harrison - Cleopatra
- Paul Newman - Hud il selvaggio (Hud)

### Migliore attrice protagonista
- Patricia Neal - Hud il selvaggio (Hud)
- Leslie Caron - La stanza a forma di L (The L-Shaped Room)
- Shirley MacLaine - Irma la dolce (Irma La Douce)
- Rachel Roberts - Io sono un campione (This Sporting Life)
- Natalie Wood - Strano incontro (Love with the Proper Stranger)

### Miglior attore non protagonista
- Melvyn Douglas - Hud il selvaggio (Hud)
- Nick Adams - La notte del delitto (Twilight of Honor)
- Bobby Darin - Capitan Newman (Captain Newman, M.D.)
- Hugh Griffith - Tom Jones
- John Huston - Il cardinale (The Cardinal)

### Migliore attrice non protagonista
- Margaret Rutherford - International Hotel (The V.I.P.s)
- Diane Cilento - Tom Jones
- Edith Evans - Tom Jones
- Joyce Redman - Tom Jones
- Lilia Skala - I gigli del campo (Lilies of the Field)

### Miglior sceneggiatura non originale
- John Osborne - Tom Jones
- Serge Bourguignon e Antoine Tudal - L'uomo senza passato (Les dimanches de Ville d'Avray)
- James Poe - I gigli del campo (Lilies of the Field)
- Irving Ravetch e Harriet Frank Jr. - Hud il selvaggio (Hud)
- Richard L. Breen, Phoebe Ephron e Henry Ephron - Capitan Newman (Captain Newman, M.D.)

### Miglior sceneggiatura originale
- James R. Webb - La conquista del West (How the West Was Won)
- Elia Kazan - Il ribelle dell'Anatolia (America, America)
- Arnold Schulman - Strano incontro (Love with the Proper Stranger)
- Pasquale Festa Campanile, Vasco Pratolini, Carlo Bernari, Massimo Franciosa e Nanni Loy - Le quattro giornate di Napoli
- Federico Fellini, Ennio Flaiano, Tullio Pinelli e Brunello Rondi - 8½

### Miglior film straniero
- 8½, regia di Federico Fellini (Italia)
- Il coltello nell'acqua (Nóż w wodzie), regia di Roman Polański (Polonia)
- Con odio e con amore (Los Tarantos), regia di Francisco De Asis Rovira-Beleta (Spagna)
- Frine e le compagne (Ta kokkina fanaria), regia di Vassili Georgiades (Grecia)
- Koto, regia di Noboru Nakamura (Giappone)

### Miglior fotografia
- Bianco e nero

- James Wong Howe - Hud il selvaggio (Hud)
- George Folsey - Il balcone (The Balcony)
- Lucien Ballard - Donne inquiete (The Caretakers)
- Ernest Haller - I gigli del campo (Lilies of the Field)
- Milton Krasner - Strano incontro (Love with the Proper Stranger)

- Colore

- Leon Shamroy - Cleopatra
- Leon Shamroy - Il cardinale (The Cardinal)
- William H. Daniels, Milton Krasner, Charles Lang e Joseph LaShelle - La conquista del West (How the West Was Won)
- Joseph LaShelle - Irma la dolce (Irma La Douce)
- Ernest Laszlo - Questo pazzo, pazzo, pazzo, pazzo mondo (It's a Mad, Mad, Mad, Mad World)

### Miglior scenografia
- Bianco e nero

- Gene Callahan - Il ribelle dell'Anatolia (America, America)
- Piero Gherardi - 8½
- Hal Pereira, Tambi Larsen, Sam Comer e Robert Benton - Hud il selvaggio (Hud)
- Hal Pereira, Roland Anderson, Sam Comer e Grace Gregory - Strano incontro (Love with the Proper Stranger)
- George W. Davis, Paul Groesse, Henry Grace e Hugh Hunt - La notte del delitto (Twilight of Honor)

- Colore

- John DeCuir, Jack Martin Smith, Hilyard Brown, Herman Blumenthal, Elven Webb, Maurice Pelling, Boris Juraga, Walter M. Scott, Paul S. Fox e Ray Moyer - Cleopatra
- Lyle Wheeler e Gene Callahan - Il cardinale (The Cardinal)
- Hal Pereira, Roland Anderson, Sam Comer e James Payne - Alle donne ci penso io (Come Blow Your Horn)
- George W. Davis, William Ferrari, Addison Hehr, Henry Grace, Don Greenwood Jr. e Jack Mills - La conquista del West (How the West Was Won)
- Ralph Brinton, Ted Marshall, Jocelyn Herbert e Josie MacAvin - Tom Jones

### Migliori costumi
- Bianco e nero

- Piero Gherardi - 8½
- Edith Head - Strano incontro (Love with the Proper Stranger)
- Travilla - Donna d'estate (The Stripper)
- Bill Thomas - La porta dei sogni (Toys in the Attic)
- Edith Head - Tra moglie e marito (Wives and Lovers)

- Colore

- Irene Sharaff, Vittorio Nino Novarese e Renié - Cleopatra
- Donald Brooks - Il cardinale (The Cardinal)
- Walter Plunkett - La conquista del West (How the West Was Won)
- Piero Tosi - Il Gattopardo
- Edith Head - Il mio amore con Samantha (A New Kind of Love)

### Migliori effetti speciali
- Emil Kosa Jr. - Cleopatra
- Ub Iwerks - Gli uccelli (The Birds)

### Miglior montaggio
- Harold F. Kress - La conquista del West (How the West Was Won)
- Louis R. Loeffler - Il cardinale (The Cardinal)
- Dorothy Spencer - Cleopatra
- Ferris Webster - La grande fuga (The Great Escape)
- Frederic Knudtson, Robert C. Jones e Gene Fowler Jr. - Questo pazzo, pazzo, pazzo, pazzo mondo (It's a Mad, Mad, Mad, Mad World)

### Miglior sonoro
- Franklin E. Milton e Metro Goldwyn Mayer Studio Sound Department - La conquista del West (How the West Was Won)
- Charles Rice e Columbia Studio Sound Department - Ciao, ciao Birdie (Bye Bye Birdie)
- James P. Corcoran, 20th Century-Fox Studio Sound Department, Fred Hynes e Todd-AO Sound Department - Cleopatra
- Waldon O. Watson e Universal City Studio Sound Department - Capitan Newman (Captain Newman, M.D.)
- Gordon E. Sawyer e Samuel Goldwyn Studio Sound Department - Questo pazzo, pazzo, pazzo, pazzo mondo (It's a Mad, Mad, Mad, Mad World)

### Migliori effetti sonori
- Walter G. Elliott - Questo pazzo, pazzo, pazzo, pazzo mondo (It's a Mad, Mad, Mad, Mad World)
- Robert L. Bratton - La veglia delle aquile (A Gathering of Eagles)

### Migliore colonna sonora
- Adattamento

- André Previn - Irma la dolce (Irma La Douce)
- Johnny Green - Ciao, ciao Birdie (Bye Bye Birdie)
- Leith Stevens - Il mio amore con Samantha (A New Kind of Love)
- Maurice Jarre - L'uomo senza passato (Les dimanches de Ville d'Avray)
- George Bruns - La spada nella roccia (The Sword in the Stone)

- Originale

- John Addison - Tom Jones
- Alex North - Cleopatra
- Alfred Newman e Ken Darby - La conquista del West (How the West Was Won)
- Dimitri Tiomkin - 55 giorni a Pechino (55 Days at Peking)
- Ernest Gold - Questo pazzo, pazzo, pazzo, pazzo mondo (It's a Mad, Mad, Mad, Mad World)

### Miglior canzone
- Call Me Irresponsible, musica di Jimmy Van Heusen, testo di Sammy Cahn - Quella strana condizione di papà (Papa's Delicate Condition)
- Charade, musica di Henry Mancini, testo di Johnny Mercer - Sciarada (Charade)
- It's a Mad, Mad, Mad, Mad World, musica di Ernest Gold, testo di Mack David - Questo pazzo, pazzo, pazzo, pazzo mondo (It's a Mad, Mad, Mad, Mad World)
- More, musica di Riz Ortolani e Nino Oliviero, testo di Norman Newell - Mondo cane
- So Little Time, musica di Dimitri Tiomkin, testo di Paul Francis Webster - 55 giorni a Pechino (55 Days at Peking)

### Miglior documentario
- Robert Frost: A Lover's Quarrel with the World (Robert Frost: A Lover's Quarrel with the World), regia di Shirley Clarke
- The Link and the Chain (Le Maillon et la Chaine), regia di Jacques Ertaud e Bernard Gorki
- Terminus (Terminus), regia di John Schlesinger
- The Yanks Are Coming (The Yanks Are Coming), regia di Marshall Flaum

### Miglior cortometraggio
- An Occurrence at Owl Creek Bridge (La rivière du hibou), regia di Robert Enrico
- Koncert, regia di István Szabó
- Home-Made Car (Home-Made Car), regia di James Hill
- Six-Sided Triangle (Six-Sided Triangle), regia di Christopher Miles
- That's Me (That's Me), regia di Walker Stuart

### Miglior cortometraggio documentario
- Chagall (Chagall), regia di Lauro Venturi
- The Five Cities of June (The Five Cities of June), regia di Bruce Herschensohn
- The Spirit of America (The Spirit of America), regia di Algernon G. Walker
- Thirty Million Letters (Thirty Million Letters), regia di Edgar Anstey
- To Live Again (To Live Again), regia di Mel London

### Miglior cortometraggio d'animazione
- The Critic (The Critic), regia di Ernest Pintoff
- Automania 2000 (Automania 2000), regia di John Halas
- The game (Igra), regia di Dusan Vukotic
- My Financial Career (My Financial Career), regia di Grant Munro e Gerald Potterton
- Pianissimo (Pianissimo), regia di Carmen D'Avino

## Premi speciali

### Premio alla memoria Irving G. Thalberg
- Sam Spiegel